# Dena DeRose
Dena DeRose (Binghampton, 15 februari 1966) is een Amerikaanse jazzzangeres, -pianiste en componiste.

## Biografie
DeRose begon op 3-jarige leeftijd piano te spelen. Naast haar piano-opleiding kreeg ze ook onderricht op de klassieke orgel en het slagwerk. In de school trad ze op met het symfonieorkest, de marsband en de jazzband en begeleidde ze musicals. Ze studeerde klassieke piano aan de SUNY Binghamton en begon haar carrière als jazz- en amusementspianiste in het achterland van New York. Midden jaren 1980 begon een artritis en een carpaletunnelsyndroom haar spel te beïnvloeden en aldus begon ze te zingen. Ze combineerde na meerdere operaties en genezing haar beide gelijkwaardige talenten.
In 1991 verhuisde DeRose naar New York, waar ze begon te werken in het clubcircuit. Ze leidde een eigen trio en ze trad ook op bij jazzfestivals. Haar repertoire omvatte de relevante jazzstandards, die ze voornamelijk leerde via plaatopnamen en eigen composities. Ze heeft ook samengewerkt met Randy Brecker, Bruce Forman, Ray Brown, Clark Terry, Benny Golson, Houston Person, John Clayton en Ken Peplowski. In 1996 bracht DeRose haar debuutalbum Introducing Dena DeRose uit onder haar eigen naam bij Sharp Nine Records, gevolgd door Another World (1999), I Can See Clearly Now (2001) en Love's Holiday (2002).
DeRose wisselde naar Maxjazz voor meerdere albums, waaronder A Walk in the Park (2005) en Travelin' Light (2012). Met We Won't Forget You (2014) hoogachtte ze Shirley Horn, een van haar voorbeelden. In 2016 bracht DeRose haar twaalfde album United uit met haar langjarige trio (met Martin Wind en Matt Wilson) met gastoptredens van Ingrid Jensen en Peter Bernstein. 
Sinds 2006 is ze werkzaam als professor voor jazzzang aan de Universität für Musik und darstellende Kunst Graz. Ze doceerde ook aan de Manhattan School of Music en aan het Prins Claus Conservatorium in Groningen.
- Gemeinsame Normdatei: 1058576976
- International Standard Name Identifier: 0000 0000 3877 2963
- Library of Congress Control Number: no00019401
- MusicBrainz: 92d9b014-5978-4b0b-8b7a-a464b89e2b5c
- Nederlandse Thesaurus van Auteursnamen: 242590411
- SNAC: w6ng8318
- Virtual International Authority File: 53690269
- WorldCat: E39PBJmDkfF6phX3FXtFgBBQMP